# Grete Jalk
Grete Juel Jalk (født 18. juni 1920 i København, død 2006) var en dansk møbelarkikekt. Hun blev nysproglig student i 1939 og efter filosofikum gik hun på Tegne- og Kunstindustriskolen for Kvinder i 1940-1941, hvor hun blev undervist i tegning. Herefter hun gik i snedkerlære, hvorefter hun gik på Kunsthåndværkerskolens møbelskole frem til 1946.
I 1950'erne underviste hun på Kunsthåndværkerskolens møbelskole, og fra 1953 havde hun sin egen tegnestue. Hun designede blandt andet stole, skrivepulte, taburetter og reoler, foruden tapeter. I 1963 vandt hun en konkurrence, udskrevet af Daily Mirror og den engelske møbelfabrikantforening, hvor man skulle designe en stol til mænd og en til kvinder, men en brand gjorde, at de aldrig kom i produktion.
Hun har deltaget i udstilliger i flere lande. Hun har blandt andet udstillet på Kunstindustrimuseet og på årlige udstillinger, arrangeret af Dansk Kunsthåndværk. Derudover har hun deltaget i Udenrigsministeriets vandreudstilling, der blev vist i 25 byer udenfor Danmark.
Året efter hendes død blev Hæderslegat for studerende ved Kunstakademiets Designskole, også kaldet Grete Jalk-Legatet, oprettet og kan uddeles til studerende ved Kunstakademiets Designskole, der opfylder betingelserne herfor.